# Cees Nicolai
Cornelis Hendrik "Cees" Nicolai (Oostvoorne, 29 oktober 1947 – Leiderdorp, 2 november 2015) was een Nederlands militair. Hij bereikte de rang van generaal-majoor.

## Biografie
Nicolai begon zijn militaire carrière in 1965. Van 1 maart 1995 tot 3 september werd hij voor een half jaar stafchef van het VN-commando in Bosnië in Sarajevo. In deze rol was hij betrokken bij de Val van Srebrenica en bij het beoordelen van verzoeken om luchtsteun door Dutchbat in Srebrenica.
Onduidelijk is of Nicolai verantwoordelijk kan worden gehouden voor het uitblijven van luchtsteun op verzoeken van overste Karremans in Srebrenica. Nicolai was de contactpersoon tussen Dutchbat en het VN-hoofdkwartier in Zagreb. Naar zijn mening voldeden de aanvragen van Karremans op 6 en 8 juli 1995 niet aan de gemaakte afspraken omtrent het aanvragen van luchtsteun: er zou geen sprake zijn van "directe gevechtshandelingen". Op 11 juli 1995 gaf hij een verzoek om luchtsteun wel door, maar nu lag generaal Janvier dwars, waarschijnlijk omdat de Verenigde Staten, Groot-Brittannië, Frankrijk informeel hadden afgesproken voorlopig geen luchtaanvallen op de Bosnische Serviërs uit te voeren.
Nicolai verscheen op 15 november 2002 voor de parlementaire enquêtecommissie. De commissie onderzocht waarom Dutchbat geen luchtsteun kreeg toen de enclave door de Servische troepen van Mladic bedreigd werd.
Na zijn tijd in Bosnië werd hij commandant van de Eerste Divisie 7 December. In 1998 werd hij benoemd tot commandant van het Commando Opleidingen van de Koninklijke Landmacht in Utrecht. Op 23 september 2004 ging hij na 39 dienstjaren met functioneel leeftijdontslag.
Gedurende 13 jaar was Cees Nicolai voorzitter van de Stichting Militaire Traditie-Museum Militaire Traditie in Driebergen.
Cees Nicolai overleed in 2015 op 68-jarige leeftijd.